# Sleeping Giants

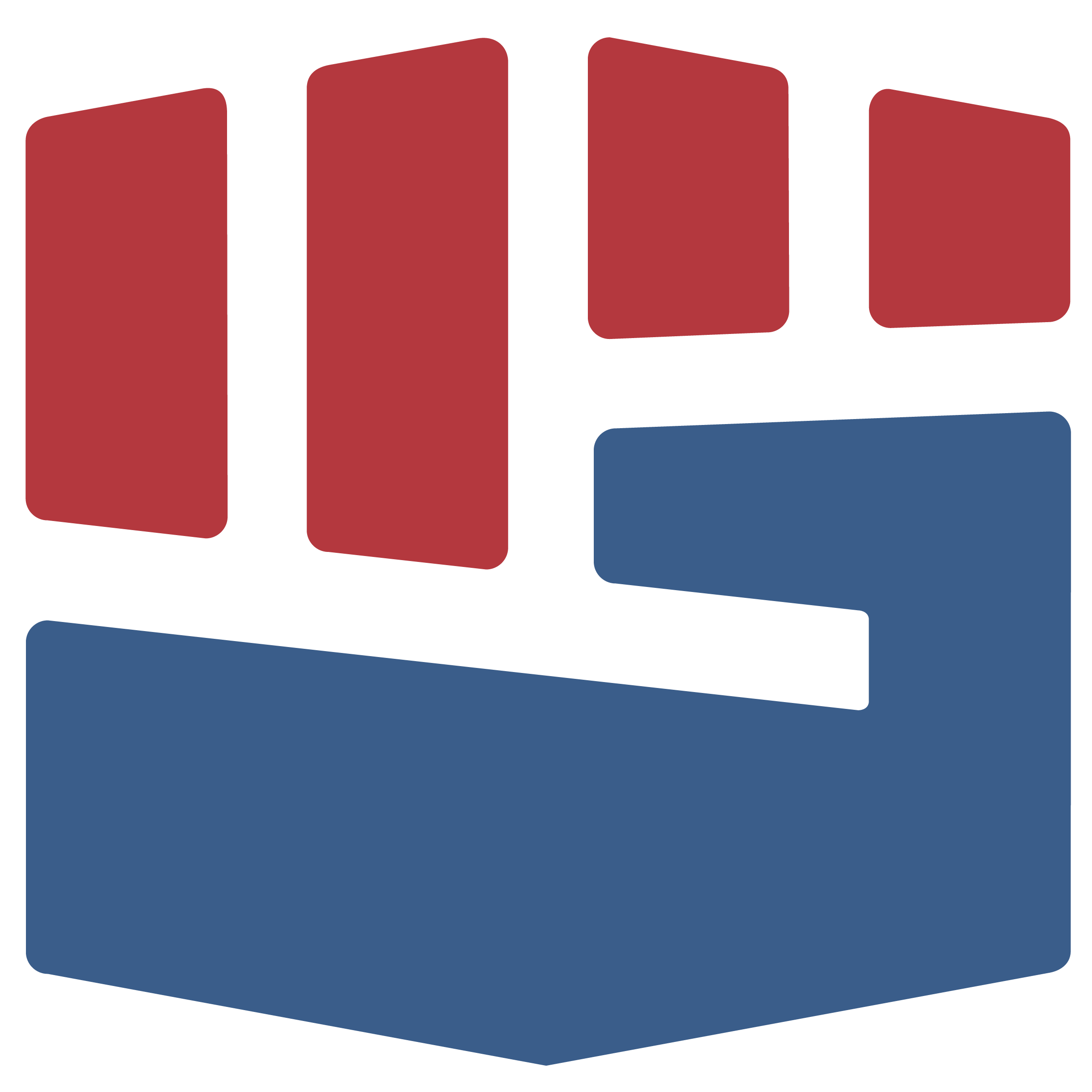
Logomarca Sleeping Giants

Sleeping Giants é uma organização progressista de ativistas digitais que afirma combater discursos de ódio e desinformação de forma anônima na internet.

## Nome e forma de atuação
O nome "gigantes adormecidos", em tradução livre do inglês, é alusivo ao fato de grandes empresas não saberem onde os seus anúncios são publicados por serviços de entrega de anúncios por algoritmo, a chamada mídia programática, como, por exemplo, o AdSense do Google.
Seu modus operandi é a citação pública de anunciantes nas redes sociais visando a remoção da publicidade destes em locais que possam causar prejuízos às marcas (brand safety) ou a critérios de responsabilidade social e governança corporativa.
A tática é creditada pela revista Slate como uma adaptação do movimento #GamerGate. A maior parte dos tweets e retweets na conta do perfil estadunidense são mensagens para empresas que anunciavam no Breitbart News, então dirigido pelo ex-estrategista da Casa Branca, Steve Bannon.
Afirmam não pregar boicotes e que as células regionais operam de forma independente.

## Origens e fundadores
Teve seu início em novembro de 2016, logo após a vitória de Donald Trump na eleição presidencial dos Estados Unidos. com a criação de uma conta no Twitter com o objetivo de cancelar o recebimento de verbas publicitárias pelo portal Breitbart News e com a justificativa de minimizar a sua alegada capacidade de produção e propagação de desinformação, discurso de ódio e de teorias conspiratórias. O primeiro tweet foi direcionado à empresa de finanças pessoais SoFi e a campanha funcionou de maneira totalmente anônima até julho de 2018, quando o publicitário Matt Rivitz confirmou que ele era um dos fundadores do grupo, depois de ser forçosamente identificado pelo The Daily Caller. Após o doxxing, Rivitz informou ter sido alvo de ameaças, junto ao seu filho, da extremistas de direita por conta do movimento. Fontes também apontam a publicitária Nandini Jammi como cofundadora.
O The New York Times publicou os perfis de Rivitz e Jammi dias após a publicação do artigo que expôs o publicitário. Em junho de 2020, Jammi anunciou a sua saída do movimento por diferenças com Rivitz, afirmando que ele teria tentado apagar a sua participação e importância na campanha.

## Resultados
Cerca de quatro mil anunciantes deixaram o Breitbart News após a campanha original e a página deixou de receber perto de oito milhões de euros, cerca de 90% das suas receitas publicitárias.
Venceram um dos prêmios do Festival de Publicidade de Cannes e um Prêmio Webby em 2019.
Tiraram os anunciantes do programa de Bill O’Reilly, da Fox News, acusado de abuso sexual, ocasionando o cancelamento do mesmo. Tucker Carlson também teve parte dos anúncios removidos de seu programa Tucker Carlson Tonight.
Alex Jones, um teórico da conspiração, teve podcasts retirados do Spotify e dos serviços da Apple, e ainda suas contas removidas do Facebook e Twitter por conta da pressão do grupo.
A plataforma PayPal parou de ofertar pagamentos à Ku-Klux Klan e a Stefan Molyneux e a Cloudflare encerrou a oferta de seus serviços para páginas como The Daily Stormer e o 8chan.
Fez parte da organização da Stop Hate for Profit, uma campanha global das organizações de direitos civis Liga Antidifamação (ADL), Color for Change, Fundação Mozilla, Free Press, Common Sense, League of United Latin American Citizens (LULAC), National Hispanic Media Coalition (NHMC) e National Association for the Advancement of Colored People (NAACP). Buscava forçar o Facebook a melhorar o controle sobre conteúdos nocivos como racismo, xenofobia, antissemitismo e assédio virtual (cyberbullying) na plataforma e cerca de 1.200 anunciantes deixaram de anunciar na rede social pelo mês de julho de 2020.
A seção francesa causou prejuízos à página ultraconservadora Boulevard Voltaire, ao canal pago CNews e à revista Valeurs Actuelles. O Senado da França passou, em fevereiro de 2020, o Projet de Loi Avia, em que há um trecho chamado de "Emenda Sleeping Giants", contra o financiamento de discursos de ódio online. O movimento chegou a ser indicado ao Prêmio Nobel da Paz por um parlamentar francês.
A seção canadense conseguiu retirar cerca de 300 anunciantes da página e o governo local deixou de anunciar no Breitbart News.
Na Austrália atuaram contra e retiraram anunciantes de programas polêmicos da SkyNews e Corp News, veículos de mídia de propriedade de Rupert Murdoch.

## Críticas
O grupo é criticado pelo seu modo de operar anônimo, sendo considerado também por alguns como excessivos e antidemocráticos e, de certa maneira, até autoritários, vigilantes e censores.
Afirmam, todavia, não ter filiação partidária ou distinguir posição ideológica na escolha dos alvos potenciais.
Em agosto de 2023, após movimentação de parlamentares bolsonaristas, foram convidados a dar explicações acerca das atividades da seção brasileira do movimento no Congresso Nacional.

## Sleeping Giantsno Brasil
A operação brasileira foi identificada, em dezembro de 2020, em entrevista à colunista Mônica Bergamo, da Folha de S.Paulo, e em matéria escrita pelo jornalista David Biller, da Associated Press (AP), como sendo os estudantes de Direito da Universidade Estadual de Ponta Grossa (UEPG) Mayara Stelle e Leonardo de Carvalho Leal. Aparições públicas e registros fiscais apontam ainda Humberto Ribeiro como integrante.

### Início e contexto
Em maio de 2020, iniciou-se a operação brasileira, inserida num momento de intensa polarização política, de desinformação a respeito da pandemia de coronavírus (COVID-19) e em plena repercussão causada pela Comissão Parlamentar (CPI) e pelo Inquérito das Fake News, aberto pelo Supremo Tribunal Federal (STF) para apurar ameaças e difamação contra ministros daquela corte.
Apesar de inspirado no modelo original dos Estados Unidos da América e replicar o mesmo modelo de atuação, a iniciativa no Brasil inovava em alguns elementos particulares, como maior capilaridade e variantes regionais, com perfis locais para cidades e estados específicos.
Recebeu o apoio público de diversas personalidades, como da atriz Patrícia Pillar, do influenciador digital Felipe Neto e do apresentador Luciano Huck, favorecendo o seu relatado rápido crescimento do número de seguidores.

### Alvos e impactos
Denunciavam inicialmente um portal originário de Mato Grosso do Sul (MS) e posteriormente estabelecido na cidade sul-rio-grandense de Passo Fundo chamado Jornal da Cidade Online (JCO), que publicou notícias falsas e caluniosas e que forjou identidades de jornalistas. O veículo foi apontado ainda como um dos maiores responsáveis pela difusão de notícias falsas durante a eleição presidencial de 2018 e investigado na CPI das Fake News. O Tribunal de Contas de MS (TCEMS) removeu o anúncio fixo que mantivera na página.
Os alvos do movimento incluíram também as páginas Conexão Política e Brasil Sem Medo, respectivamente das cidades do Recife e de Londrina, que perderam grande volume de anúncios após serem citados pelo movimento. Logo após a revelação das identidades dos integrantes em dezembro de 2020, a página Terça Livre, de Allan dos Santos, investigado na CPI das Fake News, passou a ser o objeto da ação dos ativistas.
Tentaram desmonetizar o canal no YouTube de Olavo de Carvalho, considerado um dos mentores do governo de Jair Bolsonaro, e o financiamento dos seus seminários virtuais de filosofia, através das plataformas de pagamento Hotmart, PayPal e PagSeguro. A Brasil Paralelo, uma produtora de conteúdos audiovisuais com revisionismo histórico, também perdeu meios de pagamento.
Após ser alvo do movimento de ação conjunta com outros influenciadores, o YouTuber "Xbox Mil Grau" foi banido da plataforma Twitch, o canal no YouTube desmonetizado e impedido pela Microsoft de utilizar a marca de consoles Xbox.
O grupo radical "300 do Brasil", liderado por Sara Giromini, teve campanhas de financiamento coletivo (crowdfunding) canceladas após pressão do movimento.
Em resposta à repercussão do Caso Mariana Ferrer, militaram pela demissão de Rodrigo Constantino de veículos de comunicação, após declarações polêmicas do articulista. Afetado pela campanha, um dos empregadores de Constantino, o jornal paranaense Gazeta do Povo, após perder anunciantes, chegou a compará-los, em artigos e editoriais por meio de seus colunistas e articulistas convidados, a terroristas e de formarem uma milicia virtual. Em janeiro de 2023, outro empregador de Rodrigo Constantino, a rede de televisão e rádio Jovem Pan, também tornou-se alvo de atuação do grupo após atuação dúbia no processo eleitoral de 2022 e supostos ataques à democracia. A campanha proporcionou prejuízos financeiros ao veículo e há relatos de prejuízos de cerca de 800 mil reais, levando-a a solicitar uma investigação policial acerca da campanha.
Acionaram, em maio de 2023, após caso de racismo contra o jogador de futebol Vinícius Júnior, do Real Madrid, os patrocinadores da liga espanhola, La Liga.
Na ação alcunhada Nome Aos Bois, inspirada no mesmo modelo de atuação, organizações ambientais cobraram marcas sobre a participação delas num manifesto publicado por entidades empresariais em apoio à atuação e políticas do Ministério do Meio Ambiente (MMA) e do ministro Ricardo Salles.
Após publicar um tweet pedindo que o público denunciasse "...alguma empresa, plano de saúde, hospital ou médico que está vendendo o falso kit de 'tratamento precoce' da Covid....", no dia 23 de março de 2021, a hashtag #SleepingGiantsGenocida foi levantada por usuários do Twitter. De acordo com texto da Agência Pública replicando estudo do Instituto de Tecnologia e Sociedade (ITS), envolveram o uso de automação (robôs) e o perfil "Awake Giants Brasil", criado em novembro de 2020, passou a ajudar no impulsionamento desta hashtag, acusando o Sleeping Giants Brasil de genocídio e empregando palavras ofensivas, também contra o veículo, ao entrarem em contato com o perfil. De acordo com os responsáveis do Sleeping Giants, esse tipo de ação se trata do modus operandi de perfis que o grupo considera culpados de desinformação. O presidente do Instituto Força Brasil, Hélcio Bruno de Almeida, apontado como mantenedor do perfil Awake Giants Brasil, acabou posteriormente indiciado no relatório da CPI da COVID-19 do Senado Federal.
Em outubro de 2021, integraram, em conjunto com o Instituto Brasileiro de Defesa do Consumidor (IDEC) e outros, a ação Saúde Não É Experimento, cobrando intervenção da Agência Nacional de Saúde Suplementar (ANS) na operadora de planos de saúde Prevent Senior após revelação pela CPI da COVID-19 de fraudes em estudos clínicos nos hospitais da sua rede.
Após um ano de operação no Brasil, em entrevista ao jornal O Globo, afirmaram ter retirado 14 milhões de reais de veículos desinformativos. Em meados de 2022, os números estimados passaram de sessenta milhões de reais, de oitenta milhões e quase cento e quarenta de reais em 2023, e duzentos e três milhões de reais em julho de 2024.
Em junho de 2021, iniciaram a campanha #DesmonetizaLGBTfobia em desfavor do apresentador José Siqueira Barros Júnior, conhecido como Sikêra Júnior, por recorrentes ataques homofóbicos.
Foram citados no relatório apresentado pelo senador Renan Calheiros ao fim dos trabalhos da CPI da Covid-19. O Tribunal Superior Eleitoral (TSE) incluiu, após sugestão do grupo, a discriminação de orientações sexuais dentre as proibições para a campanha eleitoral de 2022 e atuaram ativamente na fiscalização do pleito eleitoral. Em março de 2023, lançaram a campanha REGULA BIG TECHS, a fim de solicitar a inclusão da responsabilização das redes sociais nos conteúdos nocivos publicados nestas no Projeto de Lei 2630/2020 e no Marco Civil da Internet. Afirmam terem sido tolhidos pelas companhias de busca de buscas online e redes sociais pelo ativismo pela aprovação do PL 2630. Após movimentação de big techs contra o projeto de lei, acionaram a Justiça contra algumas delas, porém a ação não prosperou.
Em janeiro de 2021, cobraram o Twitter local acerca das políticas internas da empresa no combate às notícias falsas, desinformação e critérios de verificação. Após repercussão, o Ministério Público Federal (MPF) em inquérito civil anteriormente aberto, solicitou explicações à plataforma sobre os mesmos temas. Após, o Twitter reviu mecanismos de denúncias no Brasil. Lançaram, em abril de 2023 e em parceira com o Congresso em Foco, a ferramenta Money Blocker, a fim de filtrar anúncios de veículos não confiáveis.
Foram tema, em novembro de 2020, do episódio "Siga a Grana" (episódio 32, quarta temporada), do programa Greg News, apresentado por Gregório Duvivier no canal pago HBO Brasil Participaram também do documentário jornalístico Extremistas.br, do serviço de streaming Globoplay, das Organizações Globo.
Outros objetos de campanhas incluíram ainda Spotify,Gabriel Monteiro, Bernardo Küster, Paula Marisa, Grupo Brasileirinhos, Dom Esdras, e Estudos Nacionais.

### Choque com o Governo Bolsonaro
Já nos primeiros dias de atuação, o movimento causou incômodo ao governo e apoiadores de Jair Bolsonaro. Após avisado da presença de seus anúncios no JCO, o Banco do Brasil (BB) cancelou a publicidade no página. Porém, após intervenção de Carlos Bolsonaro, vereador do Rio de Janeiro, junto à Secretaria Especial de Comunicação Social (SECOM) da Presidência da República e o seu então titular, Fábio Wajngarten, o banco voltou a anunciar no site.
A Procuradoria Federal dos Direitos do Cidadão (PFDC), órgão da Procuradoria-Geral da República (PGR) do MPF em Brasília, solicitou uma investigação sobre o caso. A pedido do Ministério Público Especial (MPTCU), o ministro Bruno Dantas, do Tribunal de Contas da União (TCU), mandou que o BB cessasse a veiculação de publicidade em páginas acusadas de disseminar notícias falsas e discurso de ódio por considerá-las incompatíveis com a administração pública e potencialmente ferir princípios constitucionais. A Caixa Econômica Federal (CEF), o Banco do Nordeste (BNB), o Banco de Desenvolvimento Econômico e Social (BNDES) e a Petrobras também foram atingidos por investigações similares. O pleno do tribunal, porém, manteve a vedação da publicidade programática apenas ao BB. O TCU enviou uma denúncia ao gabinete do ministro Alexandre de Moraes, do STF, que cobrou explicações da SECOM e dos banco estatais, contribuindo para o posterior pedido de demissão de Rubem Novaes, presidente do BB.
Em julho de 2024, foi revelado que o grupo fora um dos monitorados, ao lado de políticos, jornalistas, servidores públicos, parlamentares e ministros do STF, no esquema ilegal de monitoramento conhecido como "ABIN Paralela". A operação "Última Milha", da PF, confirmou o monitoramento ilegal.

### Investigações policiais e legislativas
Em agosto de 2020, o The Intercept Brasil (TIB) revelou que, uma semana após o perfil brasileiro surgir no Twitter, um delegado do Departamento de Polícia Federal (DPF) em Londrina abriu, baseado em relatório de inteligência policial, sem o aval do Ministério Público ou autorização judicial, um inquérito policial para investigar dados e endereço do perfil. O procedimento foi arquivado após solicitação do MPF e determinação judicial.
Dias depois, o TIB publicou uma outra matéria mostrando que este mesmo delegado era cunhado do editor de um sítio bolsonarista, que escrevera artigos nos quais criticava os ativistas, onde constavam argumentos presentes na portaria de abertura do inquérito policial.
Questionado por parlamentares, o Ministério da Justiça e Segurança Pública (MJSP) recusou-se a explicar a investigação do DPF.
Em junho de 2023, a pedido do movimento, o ministro Alexandre de Moraes, do STF, arquivou inquérito do serviço de investigação de crimes cibernéticos da Polícia Civil de São Paulo, o Departamento Estadual de Investigações Criminais, a pedido pela Jovem Pan, ao não identificar elementos que justificassem a manutenção do procedimento.
Em 2023, a oposição no Congresso Nacional ao governo de Luís Inácio Lula da Silva movimentou-se, em comissões controladas por ela, a ouvir e investigar a atuação do movimento no Brasil.

### Ordens judiciais
O JCO, o primeiro alvo do grupo, pediu à Justiça para que o Twitter identificasse as pessoas por trás dos perfis Sleeping Giants Brasil e Sleeping Giants Rio Grande do Sul. Uma juíza, da comarca de Passo Fundo do Tribunal de Justiça do Rio Grande do Sul (TJRS), concluiu que não havia abuso do direito à liberdade de expressão para que as contas fossem deletadas, mas determinou, em medida cautelar, que o Twitter preservasse os dados e informasse endereços IP e outros dados cadastrais das contas sob pena de multa.
A plataforma recorreu dizendo que a decisão era contraditória e que a magistrada não identificara ilícito. O tribunal recusou a participação de entidades sociais como amici curiae e de Nandini Jammi como interessada ao julgar o recurso apresentado pea rede social.  Em protesto à decisão, a hashtag #EuSouSleepingGiants chegou à primeira posição nos trending topics  (TT) brasileiros. Em janeiro de 2022, a juiza reafirmou a decisão e aplicou uma nova multa de trezentos mil reais à filial brasileira do Twitter.
O Conselho Nacional dos Direitos Humanos (CNDH) também defendeu o sigilo de dados do grupo, causando a demissão do então secretário responsável pelo órgão no Ministério da Mulher, Família e dos Direitos Humanos (MMFDH).
Em agosto de 2021, em resposta a pedido do sítio Conexão Política, a justiça em Pernambuco determinou a quebra do sigilo dos dados do perfil dos ativistas no Twitter. No mês seguinte, o Tribunal de Justiça do Amazonas concedeu liminar ao apresentador Sikêra Júnior e suspendeu a campanha #DesmonetizaLGBTfobia, após a primeira instância negar a paralisação da campanha.
Em junho de 2025, a 30ª Vara Cível de São Paulo proferiu decisão condenatória em primeira instância contra o movimento Sleeping Giants Brasil, fixando indenização de R$ 25 mil à JP. Conforme registrado nos autos, o fundamento baseou-se em publicação de 2024 que utilizou trecho editado de áudio de jornalista da emissora, alterando a manifestação original sobre eventos ocorridos em Brasília em janeiro de 2023. Determinou-se a remoção imediata do conteúdo. O caso teve análise posterior, por parte e nas atribuções do Tribunal de Justiça de São Paulo (TJSP), encerrada, mantida no mérito da questão a decisão da primeira instância.